# Rarotongajufferduif
De rarotongajufferduif (Ptilinopus rarotongensis) is een vogel uit de familie Columbidae (duiven). Het is een kwetsbare, endemische soort op de Cookeilanden in het zuidelijke deel van de Grote Oceaan.

## Kenmerken
De vogel is 20 cm lang. Het is een kleine, overwegend groen gekleurde duif. Van voren is de duif grijsgroen. De vleugels en de mantel zijn donkergroen, de buik is geelachtig met een koperrode waas. Voor, boven op de kop is een felrood "petje". De ogen en de poten zijn roodachtig.

## Verspreiding en leefgebied
Deze soort is endemisch op de Cookeilanden en telt twee ondersoorten:
- P. r. rarotongensis: Rarotonga.
- P. r. goodwini: Atiu.

Op Rarotonga is het leefgebied natuurlijk bos in het heuvelland, maar wordt ook het tuinbouwgebied in het laagland bezocht. Op Atiu komt de duif in verschillende type bebost gebied voor en ook in aangeplant bos.

## Status
De rarotongajufferduif heeft een beperkt verspreidingsgebied en daardoor is de kans op uitsterven aanwezig. De grootte van de populatie werd in 2021 door BirdLife International geschat op 1000 tot 2500 volwassen individuen en de populatie-aantallen zijn stabiel. Invasieve diersoorten zoals de zwarte rat en de treurmaina (Acridotheres tristis) en vogelmalariaparasieten vormen allemaal een potentiële bedreiging. Het effect van de ratten valt waarschijnlijk mee en ook het leefgebied dat uit natuurlijk bos bestaat is nog redelijk onaangetast. Maar de aantallen zijn gering en daarom staat deze soort duif als gevoelig op de Rode Lijst van de IUCN.